# وان کوین

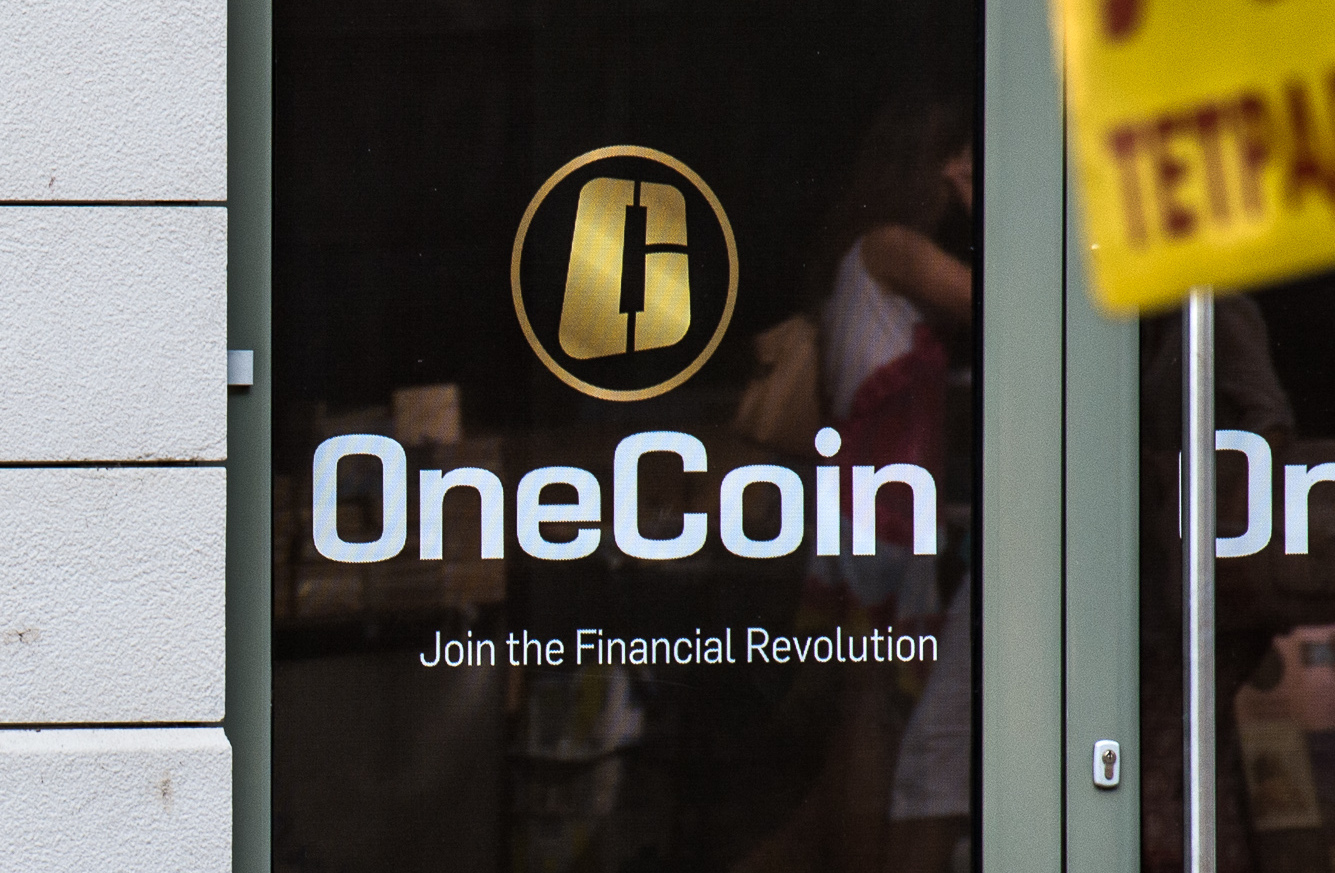
برنگاشت وان‌کوین بر در دفترشان در سوفیا‌، بلغارستان

وان کوین (انگلیسی: OneCoin) یک طرح کلاهبرداری رمزارز است که توسط شرکت‌های آفشور وان کوین، مستقر در بلغارستان و ثبت شده در دبی، و شبکه وان لایف ثبت شده در بلیز پیاده‌سازی شده است. هر دو شرکت شبکه وان لایف و وان کوین توسط روجا ایگناتوا به همراه سباستین گرینوود تأسیس شده‌اند. وان کوین به دلیل ساختار سازمانی خود که شامل پرداخت به سرمایه‌گذاران اولیه با پول‌هایی که از سرمایه‌گذاران جدید به دست می‌آمد می‌شد، به عنوان یک ترفند پانزی شناخته می‌شود. همچنین، به دلیل جذب سرمایه‌گذاران بدون ارائه هیچ محصول واقعی، به عنوان یک طرح هرمی نیز شناخته شده است. این شرکت به جای استفاده از بلاک‌چین، پایگاه داده‌ٔ خود را برای نگهداری ارز دیجیتال وان کوین داشته و فرایند استخراجی نداشت است؛ امری که منجر به محدودیت در انتشار و گردش ارز دیجیتال وان کوین شد. بسیاری از افرادی که در شرکت وان کوین قرار داشتند، پیش‌تر در طرح‌های مشابه و سوءاستفاده‌های تجاری دخیل بوده‌اند. وان کوین توسط روزنامه تایمز به عنوان «یکی از بزرگ‌ترین کلاهبرداری‌های تاریخ» توصیف شده است.